# Dimenticato re Gudù
Dimenticato re Gudù (Olvidado rey Gudú) è un romanzo fantasy storico del 1996 scritto dall'autrice spagnola Ana María Matute.

## Trama
Nell'immaginario regno spagnolo di Olaf il principe Gudù, dimenticato dal padre, vaga nei corridoio del palazzo, fingendosi uno dei figli dei servi. Salito al trono, alla morte del padre, dovrà affrontare numerose avventure: gli intrighi politici di maghi, stregoni e gnomi, nonché le ambizioni della madre; il tutto tra guerre, amori e saccheggi. Un giorno però, la morte di sua figlia, che lo ha riconosciuto come padre solo dopo essersi innamorata di lui, lo sconvolge nel profondo. Re Gudù scomparirà insieme al suo regno per riconsegnarsi all'oblio.

## Edizioni
- Ana María Matute, Dimenticato re Gudù [Olvidado rey Gudu], traduzione di Maria Nicola, La Scala, 1ª ed., Milano, Rizzoli, 1999, ISBN 88-17-86264-9, SBN TO00814872.